# Helena Romanelli
Helena Romanelli (1 de septiembre de 1987) es una deportista brasileña que compitió en judo. Ganó una medalla de plata en el Campeonato Panamericano de Judo de 2010 en la categoría de –70 kg.

## Palmarés internacional
| Campeonato Panamericano | Campeonato Panamericano    | Campeonato Panamericano | Campeonato Panamericano |
| Año                     | Lugar                      | Medalla                 | Categoría               |
| ----------------------- | -------------------------- | ----------------------- | ----------------------- |
| 2010                    | San Salvador (El Salvador) | Medalla de plata        | –70 kg                  |